# يان جوي
يان جوي (بالإنجليزية: Ian Joy)‏ (14 يوليو 1981 في الولايات المتحدة - ) هو لاعب كرة قدم أمريكي في مركز الظهير. شارك مع منتخب الولايات المتحدة تحت 17 سنة لكرة القدم ومنتخب الولايات المتحدة تحت 20 سنة لكرة القدم. أما مع النوادي، فقد لعب مع ريال سالت ليك وكولومبوس كرو ونادي ترانمير روفرز لكرة القدم ونادي سانت باولي ونادي تشستر سيتي ونادي كيدرمينستر هاريرز لكرة القدم ونادي مونتروز لكرة القدم ونادي هامبورغ 2 ‏.

## وصلات خارجية
- يان جوي على موقع الدوري الأمريكي (الإنجليزية)
- يان جوي على موقع قاعدة بيانات كرة القدم.إي يو (الإنجليزية)
- يان جوي على موقع بيانات كرة القدم. دي إي (الألمانية)
- يان جوي على موقع Soccerbase.com (لاعب) (الإنجليزية)
- يان جوي على موقع عالم كرة القدم.نت (الإنجليزية)